# Zacharo
Zacharo (griechisch Ζαχάρω [zaˈxarɔ] (f. sg.)) ist eine Gemeinde im Süden der griechischen Region Westgriechenland. Der an der Westküste der Peloponnes am ionischen Meer  gelegene gleichnamige Ort konnte seit den 1980er-Jahren starkes Bevölkerungswachstum verzeichnen.
Bekannt ist der Ort auch für seine Thermalquellen an der Lagune von Kaiafas, die bereits in der Antike bekannt waren. Die Schwefelquellen wurden unter anderem zur Behandlung von Hautkrankheiten und Arthritis aufgesucht. Der touristische Schwerpunkt liegt heute jedoch auf dem Sommertourismus entlang des sandigen Küstenstreifens.
Durch die verheerenden Waldbrände im August 2007 erlangte der Ort überregionale Bekanntheit. Einige Dörfer in der Gemeinde wurden dabei vollständig zerstört, es kamen über 30 Personen ums Leben.
Etwa drei Kilometer südlich Zacharos, bei Kakovatos wurden 1907 und 1908 von Wilhelm Dörpfeld die Überreste dreier Kuppelgräber erforscht und eine zugehörige Siedlung aus frühmykenischer Zeit entdeckt und teilweise ausgegraben. Von 2009 bis 2011 wurden weitere Ausgrabungen der Siedlung durch klassische Archäologen der Universität Freiburg durchgeführt.

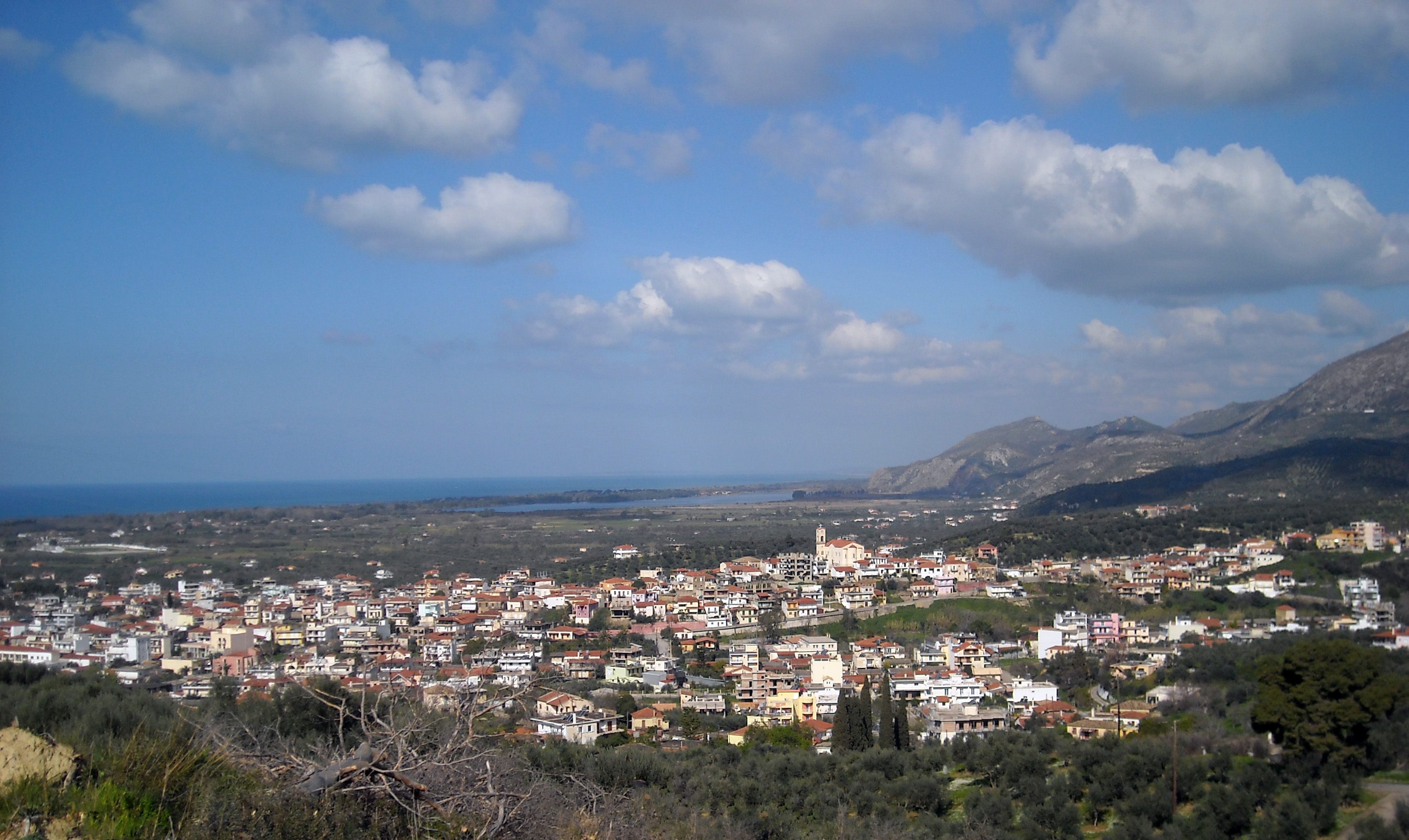
Zacharo
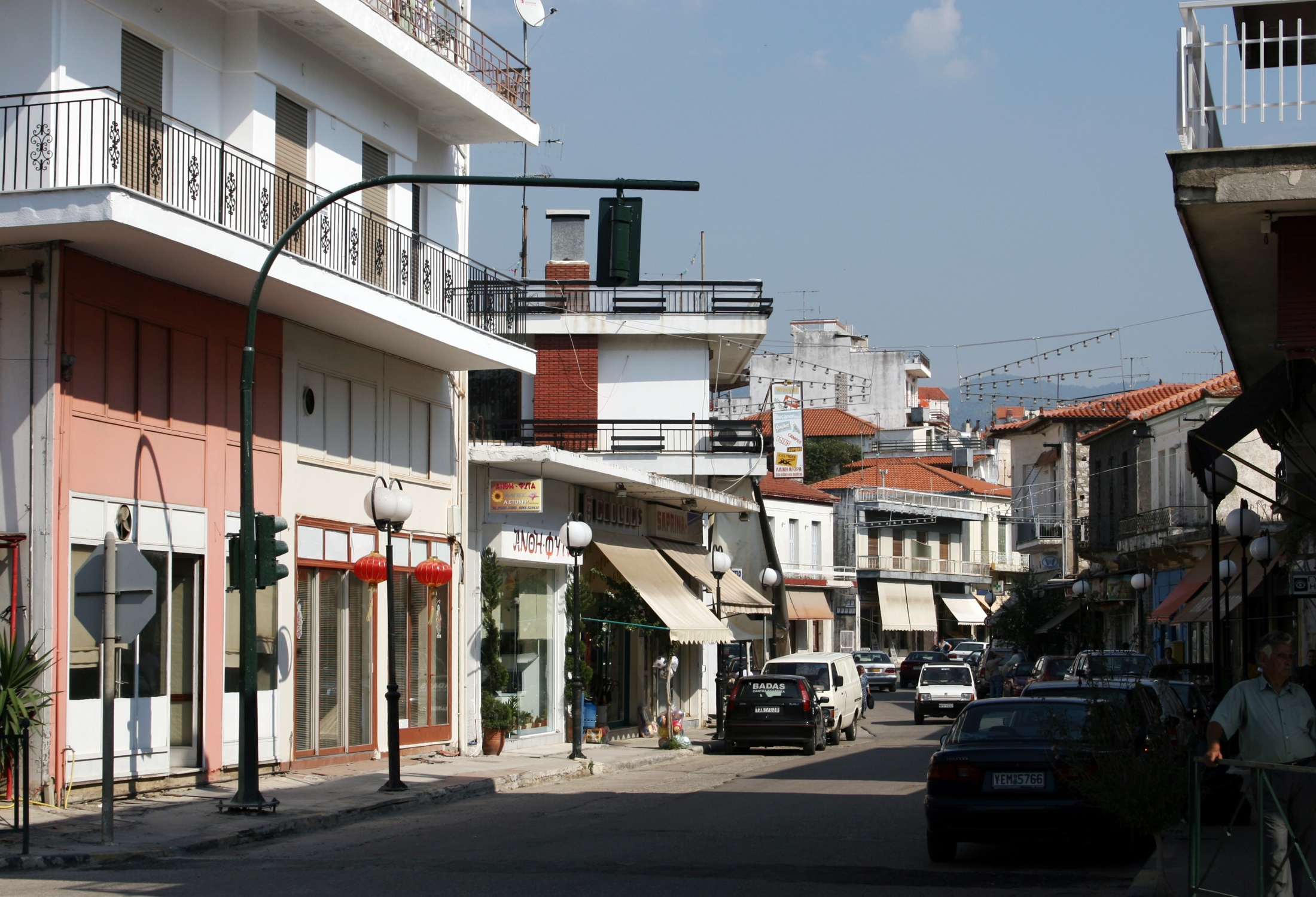
In der Stadt Zacharo
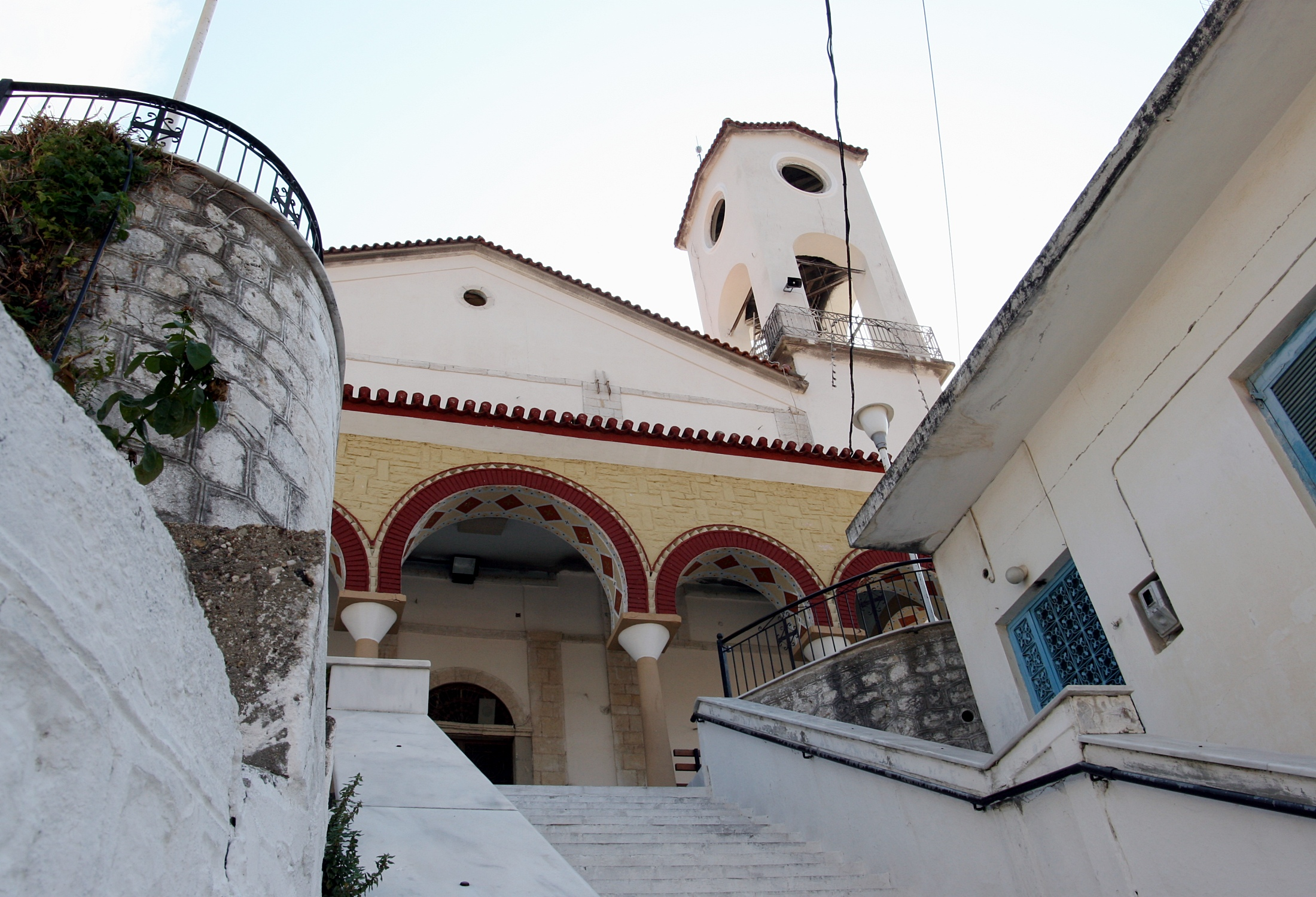
Portal der Kirche Agios Spyridon
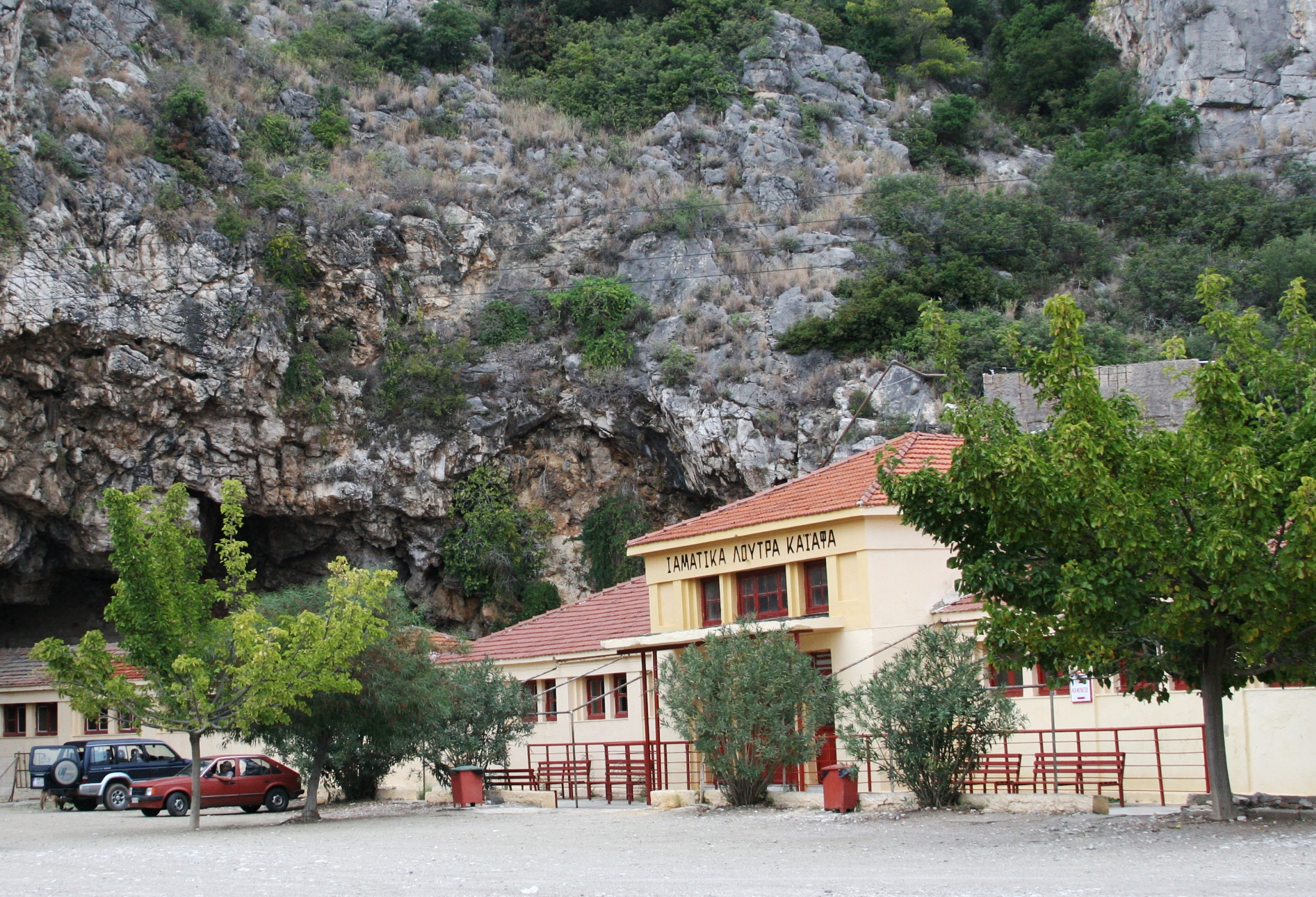
Altes Thermalbad von Kaiafas

## Gemeindegliederung
Zacharo wurde bereits 1947 als Stadtgemeinde (dimos) anerkannt, diese Gebietsabgrenzung entspricht der heutigen Kleinstadt. Im Zuge der Gemeindereform 1997 wurde die Stadtgemeinde Zacharo mit 19 Landgemeinden zusammengeschlossen, was dem heutigen Gemeindebezirk entspricht. Dieser wurde nach der Verwaltungsreform 2010 durch die Fusion mit Figalia zur neuen Gemeinde Zacharo in ihrer heutigen Ausdehnung. Die ehemaligen Gemeinden bilden jeweils einen eigenen Gemeindebezirk. Verwaltungssitz ist die gleichnamige Kleinstadt Zacharo. Die Gemeinde ist weiterhin in 26 lokale Gebietskörperschaften (Dimotikes Kinotites) untergliedert, die eigene lokale Vertretungen wählen.
| Gemeindebezirk   | griechischer Name          | Code   | Fläche (km²) | Einwohner 2011 | Einwohner 2021 | Dimotikes Kinotites (Sg. Δημοτική Κοινότητα) | Lage |
| ---------------- | -------------------------- | ------ | ------------ | -------------- | -------------- | --- | ---- |
| Zacharo          | Δημοτική Ενότητα Ζαχάρως   | 390501 | 187,817      | 7582           | 7404           | Zacharo, Agios Ilias, Anilio, Arini, Artemida, Chrysochori, Giannitsochori, Kakovatos, Kalidona, Lepreo, Makistos, Milea, Minthi, Neochori, Prasidaki, Rodina, Smerna, Schini, Taxiarches, Xirochori, |      |
| Figalia          | Δημοτική Ενότητα Φιγαλείας | 390502 | 088,923      | 1371           | 1250           | Figalia, Nea Figalia, Kryoneri Olymbias, Perivolia, Petralona, Stomio |      |
| Gemeinde Zacharo | Gemeinde Zacharo           | 3905   | 276,74       | 8953           | 8654           | |      |

## Verkehr

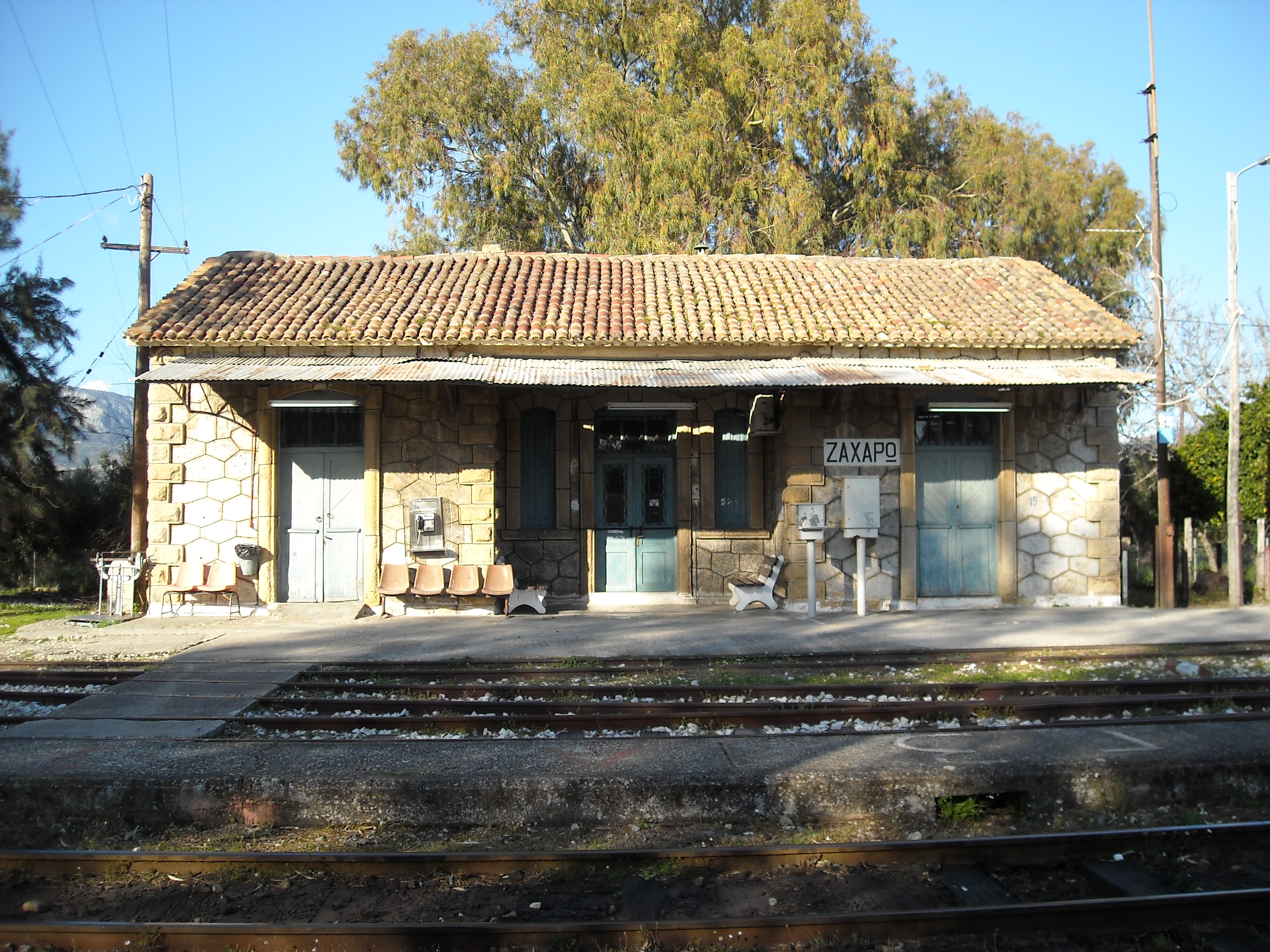
Bahnstation aus den 1880er-Jahren

Zacharo liegt an der Straße Ethniki Odos 9 bzw. an der Europastraße 55 zwischen Pyrgos und Kalamata. Weiters ist Zacharo Station an der meterspurigen Eisenbahnstrecke von Patras über Pyrgos nach Kyparissia und Kalamata.

## Trivia
Überregional bekannt wurde der Ort Zacharo durch den 2006 gedrehten Film Sugar Town (griech. Οι γαμπρόι I gambri Die Bräutigame) des Regisseurs Kimon Tsakiris. Der Film zeigt den Versuch des Bürgermeisters von Zacharo, den ledigen Männern des Ortes zu helfen, eine Frau zu finden. Er nimmt dazu mit dem Bürgermeister der russischen Stadt Klin Kontakt auf, fährt mit 10 heiratswilligen Männern nach Russland und lädt Frauen aus Russland zu einem Gegenbesuch ein. Der Film wurde u. a. im März 2007 bei arte gezeigt.